# Liste des monuments historiques nationaux de la province de Santa Fe
Cet article recense les monuments historiques de la province de Santa Fe, en Argentine.

## Liste
| Monument | Commune                  | Adresse | Coordonnées                        | Loi              | Notice | Catégorie                         | Date | Illustration                   |
| --- | ------------------------ | --- | ---------------------------------- | ---------------- | ------ | --------------------------------- | ---- | ------------------------------ |
| Fort Sancti Spiritu | Puerto Gaboto            | | à géolocaliser                     | Décret no 112765 | 883    | Lieu historique                   |      | Image manquante Téléverser     |
| Ruines de « La Vieja » | Cayastá                  | | à géolocaliser                     | Décret no 3129   | 884    | Monument historique               |      | Image manquante Téléverser     |
| Fort "El Tostado" | 9 de Julio               | | à géolocaliser                     | Décret no 12018  | 885    | Monument historique               |      | Image manquante Téléverser     |
| Bataille de Cepeda (1820) | Constitución             | | à géolocaliser                     | Décret no 7893   | 886    | Lieu historique                   |      | Image manquante Téléverser     |
| Bataille de Pavón | Constitución             | | à géolocaliser                     | Décret no 7893   | 887    | Lieu historique                   |      | Image manquante Téléverser     |
| Sector del pueblo de Alcorta y el predio de la Estación del Ferrocarril Alcorta | Constitución             | Calles Independencia, Reconquista, Avenida Rivadavia y Avenida Moreno | à géolocaliser                     | Décret no 1381   | 888    | Lieu historique                   |      | Image manquante Téléverser     |
| Place principale de la ville d'Esperanza | Esperanza                | | à géolocaliser                     | Décret no 2809   | 889    | Lieu historique                   |      | Image manquante Téléverser     |
| Mirador de Melincué | General López            | | à géolocaliser                     | Décret no 26250  | 890    | Monument historique               |      | Image manquante Téléverser     |
| a)Plaza 25 de Mayo, Église Cathédrale y Basílica Menor "Nuestra Señora del Rosario", b)Palais Municipal, c)Edificio de la bola de nieve, d)Palais de Correos, e)Musée Municipal de Arte Decorativo y f)Consejo de Ingenieros | Rosario                  | a)Buenos Aires y Córdoba (secc 1ª-mzna 116-graf 12) b)Buenos Aires y Santa Fe (1ª-116-1) c)Laprida y Córdoba (1ª-132-1) d)Buenos Aires y Córdoba (1ª-132-5) e)Santa Fe 748 (1ª-98-2) f)Santa Fe 730 (1ª-98-3) | à géolocaliser                     | Décret no 1110   | 891    | Conjunto Urbano Arquitectónico    |      | Image manquante Téléverser     |
| Batería "Libertad" | Rosario                  | | à géolocaliser                     | Décret no 112765 | 892    | Lieu historique                   |      | Image manquante Téléverser     |
| Maison Quinta Villa Hortensia | Rosario                  | Warnes 1989 | à géolocaliser                     | Décret no 325    | 893    | Monument historique               |      | Image manquante Téléverser     |
| Club Español | Rosario                  | Rioja 1052 | à géolocaliser                     | Loi no 25898     | 894    | Monument historique               |      | Image manquante Téléverser     |
| École Normal Superior Nº2 "Juan María Gutiérrez" | Rosario                  | Córdoba 2084 | à géolocaliser                     | Loi no 26113     | 895    | Monument historique               |      | Image manquante Téléverser     |
| Ex Palais de Justice y Tribunales | Rosario                  | Moreno 750 / Córdoba 2020 / Santa Fe 2051 | à géolocaliser                     | Décret no 262    | 896    | Monument historique               |      | Image manquante Téléverser     |
| Monumento Nacional a la Bandera | Rosario                  | Av Belgrano, Santa Fe, Córdoba, Brig Gral JMdeRosas | à géolocaliser                     | Décret no 1592   | 897    | Monument historique               |      | Image manquante Téléverser     |
| Palais de la poste (es) | Rosario                  | Córdoba, Laprida, Rioja y Buenos Aires | à géolocaliser                     | Décret no 1110   | 898    | Monument historique               | 1997 | Palais de la poste (es)        |
| Centre urbain de Moisés Ville | San Cristóbal            | | à géolocaliser                     | Décret no 339    | 899    | Monument historique               |      | Image manquante Téléverser     |
| Synagogue Brenner | San Cristóbal            | Calle Pública Dr. Iarcho S/N | à géolocaliser                     | Décret no 339    | 900    | Monument historique               |      | Synagogue Brenner              |
| Église de San Jerónimo del Sauce | San Jerónimo             | Calle Pública S/N | à géolocaliser                     | Décret no 2938   | 901    | Monument historique               |      | Image manquante Téléverser     |
| Couvent Saint-Charles-Borromée | San Lorenzo              | Belgrano 430 (entre las Avs. San Martín y Sgto. Cabral) | 32° 44′ 45″ sud, 60° 43′ 53″ ouest | Loi no 12648     | 902    | Monument historique               |      | Couvent Saint-Charles-Borromée |
| Campo de la Gloria | San Lorenzo              | Delimitado por el Río Parana, la Av. Sgto. Cabral y las calles Salta y Belgrano; atravesandolo las calles Artigas, Colón y Savedra)                                                                           | 32° 44′ 45″ sud, 60° 43′ 49″ ouest | Loi no 12648     | 902    | Monument historique               |      | Campo de la Gloria             |
| Monumento y lámpara votiva que honran a los próceres de la batalla de San Lorenzo | San Lorenzo              | | à géolocaliser                     | Loi no 25455     | 903    | Monument historique               |      | Image manquante Téléverser     |
| Pin du couvent de San Lorenzo | San Lorenzo              | | à géolocaliser                     | Décret no 3038   | 904    | Arbre historique                  |      | Image manquante Téléverser     |
| Predio donde el 4 de junio de 1846 se libró la batalla de Puerto Quebracho | San Lorenzo              | Delimitado al sur por la calle Juan Bautista Thorne, al oeste por calle Hipólito Yrigoyen, al norte por parte de lotes 38, 40 y 41 y al este por el río Paraná                                                | à géolocaliser                     | Loi no 25088     | 905    | Lieu historique                   |      | Image manquante Téléverser     |
| Maison de Estanislao López | Santa Fe de la Vera Cruz | General López 2792 | à géolocaliser                     | Décret no 112765 | 906    | Monument historique               |      | Image manquante Téléverser     |
| Maison de los Aldao | Santa Fe de la Vera Cruz | Monseñor Vicente Zaspe (ex Buenos Aires) 2861/65 | à géolocaliser                     | Décret no 112765 | 907    | Monument historique               |      | Image manquante Téléverser     |
| Maison Diez de Andino, sede del Musée Histórico Provincial | Santa Fe de la Vera Cruz | San Martín 1490, esq. 3 de Febrero | à géolocaliser                     | Décret no 1044   | 908    | Monument historique               |      | Image manquante Téléverser     |
| Cathédrale de Santa Fe | Santa Fe de la Vera Cruz | General López 2650/72 | à géolocaliser                     | Décret no 112765 | 909    | Monument historique               |      | Image manquante Téléverser     |
| Tombe du colonel José María Aguierre | Santa Fe de la Vera Cruz | Cathédrale de Santa Fe | à géolocaliser                     | Décret no 2236   | 910    | Tombe                             |      | Image manquante Téléverser     |
| Couvent Saint-Dominique | Santa Fe de la Vera Cruz | 3 de Febrero 2811 | à géolocaliser                     | Décret no 388    | 911    | Monument historique               |      | Image manquante Téléverser     |
| Tombe de Domingo Crespo | Santa Fe de la Vera Cruz | Église de Santo Domingo | à géolocaliser                     | Décret no 2236   | 912    | Tombe                             |      | Image manquante Téléverser     |
| Tombe de Domingo Cullen | Santa Fe de la Vera Cruz | Église de Santo Domingo | à géolocaliser                     | Décret no 2236   | 913    | Tombe                             |      | Image manquante Téléverser     |
| École de Artes Visuales "Prof. Juan Mantovani" (ex Maison de Justicia) | Santa Fe de la Vera Cruz | Esquina S.E. de 9 de Julio y Moreno | à géolocaliser                     | Décret no 325    | 914    | Monument historique               |      | Image manquante Téléverser     |
| Tombe de Francisco A.Candioti | Santa Fe de la Vera Cruz | Église de Santo Domingo | à géolocaliser                     | Décret no 2236   | 915    | Tombe                             |      | Image manquante Téléverser     |
| Église Notre-Dame-de-la-Merci | Santa Fe de la Vera Cruz | San Martín 1540 | à géolocaliser                     | Décret no 112765 | 916    | Monument historique               |      | Image manquante Téléverser     |
| Tombe de José de Amenabar | Santa Fe de la Vera Cruz | Cathédrale de Santa Fe | à géolocaliser                     | Décret no 2236   | 917    | Tombe                             |      | Image manquante Téléverser     |
| La Estanzuela de Echagüe | Santa Fe de la Vera Cruz | Av. Pascual Echagüe S/N y Gral. Paz | à géolocaliser                     | Décret no 112765 | 918    | Monument historique               |      | Image manquante Téléverser     |
| Locales que ocupa el Musée del Colegio de la Inmaculada Concepción, adyacentes a la Église de la Merced o Templo de la Inmaculada                                                                                            | Santa Fe de la Vera Cruz | General López 2543 (1ª-1525-124) | à géolocaliser                     | Décret no 1044   | 919    | Monument historique et artistique |      | Image manquante Téléverser     |
| Tombe de Nicasio Oroño | Santa Fe de la Vera Cruz | Cimetière de Santa Fe | à géolocaliser                     | Décret no 3017   | 920    | Tombe                             |      | Image manquante Téléverser     |
| Tombe de Pedro de Bustamante | Santa Fe de la Vera Cruz | Cimetière de Santa Fe | à géolocaliser                     | Décret no 2236   | 921    | Tombe                             |      | Image manquante Téléverser     |
| Tombe de Simón de Iriondo | Santa Fe de la Vera Cruz | Cathédrale de Santa Fe | à géolocaliser                     | Décret no 2236   | 922    | Tombe                             |      | Image manquante Téléverser     |
| Église Notre-Dame-du-Rosaire | Santa Fe de la Vera Cruz | 3 de Febrero 2811 | à géolocaliser                     | Décret no 388    | 923    | Monument historique               |      | Image manquante Téléverser     |
| Église et couvent Saint-François | Santa Fe de la Vera Cruz | Amenabar 2557 - San Martín 1326 | à géolocaliser                     | Décret no 112765 | 924    | Monument historique               |      | Image manquante Téléverser     |
| Tombe du lieutenant-colonel Juan Apóstol Martínez | Santa Fe de la Vera Cruz | Cathédrale de Santa Fe | à géolocaliser                     | Décret no 2236   | 925    | Tombe                             |      | Image manquante Téléverser     |
| Tombe d'Urbano de Iriondo | Santa Fe de la Vera Cruz | Église de Santo Domingo | à géolocaliser                     | Décret no 2236   | 926    | Tombe                             |      | Image manquante Téléverser     |
| Oratoire de Morante | Villa Constitución       | Av. San Vicente S/N | à géolocaliser                     | Décret no 1192   | 927    | Lieu historique                   |      | Image manquante Téléverser     |